# Hum of the Druid
Hum of the Druid ist ein 2003 gegründetes und 2004 debütiertes Post-Industrial- und Noise-Projekt. Das von Eric Stonefelt initiierte Projekt wird zu den bekannten Interpreten des Noise-Subgenres Harsh Noise Wall gerechnet.

## Geschichte
Hum of the Druid wurde 2003 von Eric Stonefelt als experimentelles Klangprojekt in Seattle gegründet. Stonefelt debütierte 2004 mit Musik, die noch merklich am Dark Ambient orientiert schien. Mit Mountainous und Trials folgte allerdings zügig eine Hinwendung zu expressionistischem Lärm, der in den laut Piero Scaruffi „obsessiven, von Hall durchtränkten Suiten von Societal“ mündete. Fortan wandte sich Stonefelt vermehrt radikalen Klängen zu. Viel seiner Musik erscheint unter dem Namen eines Pseudo-Labels Barbituarian Media. Zu weiteren Veröffentlichungen kooperierte Hum of the Druid allerdings mit Noise- und Industrial-Unternehmen wie Lake Shark Harsh Noise, Influencing Machine, Scratch and Sniff Entertainment, Cipher oder Chondritic.

## Stil
Die Musik von Hum of the Druid wird dem Dark Ambient, Death Industrial und Harsh Noise Wall zugerechnet. Der Klang reicht von gewalttätig und physisch bis hin zu ruhig und harmonisch. Der Ansatz von Stonefelt unterscheidet sich dabei deutlich von jenem anderer HNW-Interpreten. Stonefelt versucht durch den Einsatz von Elektronik und Stimme ein naturalistisches weißes Rauschen zu erzeugen, das sich von dem statischen Rauschen anderer Interpreten unterscheide und näher an dem sei, was er als das weiße Rauschen der Realität beschreibt. So betont Stonefeld einzelne Komponenten seiner Klangflächen, moduliert und collagiert die Klänge. Er untersucht sich verschiebende Klangfarben und Texturen der Geräuschflächen und erzeugt Übergänge. Stonefelt verwendet unterschiedliche Field-Recording-Aufnahmen, die eigene Stimme und andere Geräuschquellen. Im Gegensatz zum absichtlich unscharfen statischen Rauschen von Richard Ramirez nutzt Hum of the Druid Übergänge und detaillierte Pointierungen. Selbst beschreibt Stonefelt einen Teil seiner mit Hum of the Druid veröffentlichten Musik als „Industrial-Acoustic“. Diesen Begriff erklärt er mit der Kombination des Noise mit dynamisch manipulierten und verarbeiteten akustischen Klängen und Texturen. Besonders bedeutend sei die organische Entwicklung in der Musik. „Bei allen Veröffentlichungen bleiben die Klangquellen rein analog und akustisch, und im Laufe der Zeit wurde mehr Wert auf natürliche Atmosphären gelegt als auf solche, die mit Gewalt in der Postproduktion erzeugt wurden.“ Dieser organische Ansatz wird als Erweiterung des Harsh Noise Wall gelobt.

## Diskografie (Auswahl)
- 2004: Wall of Arms (Album, Selbstverlag)
- 2004: Amphibia (EP, Selbstverlag)
- 2004: Split (Split-EP mit Conversations about the Light, Selbstverlag)
- 2005: Societal (Album, Scratch and Sniff Entertainment)
- 2005: Frozen Tropics (EP, Chondritic)
- 2005: Trials (Album, Selbstverlag)
- 2005: Mountainous (Album, Selbstverlag)
- 2007: Split (Split-Album mit Luasa Raelon, Audiobot)
- 2008: Raising the New Wing / Braided Industry (Album, Scratch and Sniff Entertainment)
- 2008: Split (Split-Album mit Fire in the Head, Cipher/AI)
- 2009: Hum of the Druid (Album, Abisko)
- 2010: Norse Fumigation (Album, Scratch and Sniff Entertainment)
- 2016: Predatory Outlook (Album, Selbstverlag)
- 2018: A Strange Export (Album, No Rent)
- 2019: The Conservative Road Beyond the Bizarre (Album, Cipher)
- 2019: Down-Home Paganism (Album, Influencing Machine)
- 2019: Split (Aplit-Album, mit Theta, Influencing Machine)